# Свистун суходільний
Свистун суходільний (Leptodactylus pustulatus) — вид земноводних з роду Свистун родини Свистуни. Інша назва «бульбашковий свистун».

## Опис
Загальна довжина досягає 3—6 см. Спостерігається статевий диморфізм: самець більший за самицю. Голова середнього розміру. Морда помірно витягнута. Тулуб кремезний та стрункий. Шкіра вкрита низкою своєрідних наростів, що нагадують бульбашки або пухирі. Вони тягнуться лініями від очей до стегон. звідси походить інша назва цього свистуна. Задні кінцівки сильніші та довші за передні. Має доволі довгі пальці, які позбавлені перетинок. Забарвлення спини світло—коричневе, іноді із зеленуватим відтінком. З боків дещо білуватий. Черево трохи світліше за спину.

## Спосіб життя
Полюбляє чагарникову місцину, вологі савани, пасовища тримається біля прісноводних боліт, ставків. Зустрічається на висоті до 1000 м над рівнем моря. Вдень ховається серед коріння, під колодами, стовбурами дерев, що впали. Активний вночі. Живиться комахами, дрібними членистоногими.
Самиця відкладає ікру в невеликих ямках, виритих самцем. Розвиток ікри і вихід пуголовків приурочені до періоду дощів. Ембріональний розвиток триває 5 діб. Пуголовки, що живуть у воді, живляться синьо—зеленими водоростями, різоподами, коловертками. Метаморфоз триває 2—3 місяці.

## Розповсюдження
Мешкає на сході Бразилії.